# 對立反抗症
（oppositional defiant disorder，ODD），又稱違拗症。在精神疾病診斷與統計手冊第五版（DSM-5）中列在「破壞性，衝動控制和行為障礙」（Disruptive, impulse-control, and conduct disorders）以下，其定義是兒童及青少年的「包括情緒憤怒或是煩躁，爭論或是挑釁行為、以及報復性的行為模式」。對立反抗症和品行障碍的情形不同，有對立反抗症的人一般對人或是動物沒有攻擊性、不會破壞物品、也不會有盜竊或欺騙的行為模式。該疾病的症状有：经常发脾气、比較敏感、经常与权威人物争吵、与成年人争吵（对于儿童和青少年患者來說）、经常违抗或拒绝遵守权威人士的要求或他們制定的规则、经常故意惹恼别人、经常将自己的错误或不当行为归咎于他人。

## 延伸閱讀
- Latimer K, Wilson P, Kemp J,  et al. . Child Care Health Dev. September 2012, 38 (5): 611–28. PMID 22372737. doi:10.1111/j.1365-2214.2012.01366.x.
- Matthys W, Vanderschuren LJ, Schutter DJ, Lochman JE. . Clin Child Fam Psychol Rev. September 2012, 15 (3): 234–46. PMID 22790712. doi:10.1007/s10567-012-0118-7.

## 外部連結
- ODD Resource Center – American Academy of Child and Adolescent Psychiatry